# 柔弱黄堇
柔弱黄堇（学名：Corydalis tenerrima），为罂粟科紫堇属下的一个植物种。